# Národně sociální strana – Československá strana národně socialistická
Národně sociální strana – Československá strana národně socialistická (zkratka NSS-ČSNS), původním názvem Národně sociální strana (zkratka NSS), byla československá politická strana existující v letech 1990 až 1997.

## Působení
Stranu v roce 1990 založil politik Občanského fóra a náměstek pražského primátora Jaroslava Kořána Čestmír Čejka. Strana byla ustavena okolo skupiny členů a sympatizantů Československé strany socialistické, kteří v průběhu roku 1990 utvořili skupinu, která odmítala politiku vedení původní strany a žádala zásadnější navázání na exilovou linii zastoupenou v Radě svobodného Československa. Tato tradicionalistická část získala pouze část intelektuální části předválečných a exilových národních socialistů jako byl např. Josef Lesák. Ve straně působil také Jan Skácel. Po neúspěchu strany ve volbách v roce 1992 se strana již nedokázala obnovit. V roce 1993 se značná část členů ve skupině v čele s předsedou Pavlem Podsedníkem vrátila do Liberální strany národně sociální. Zakladatel Čestmír Čejka poté vstoupil do Občanské demokratické aliance a v roce 1996 kandidoval do Senátu v senátním obvodě č. 27 – Praha 1.

## Volební výsledky

### Sněmovna lidu Federálního shromáždění
| Volby | Hlasy | Hlasy | Mandáty | Mandáty |
| Volby | Abs.  | %     | Abs.    | ±       |
| ----- | ----- | ----- | ------- | ------- |
| 1992  | 8 900 | 0.09  | 0/150   | ▬0      |

### Sněmovna národů Federálního shromáždění
| Volby | Hlasy | Hlasy | Mandáty | Mandáty |
| Volby | Abs.  | %     | Abs.    | ±       |
| ----- | ----- | ----- | ------- | ------- |
| 1992  | 9 405 | 0.10  | 0/150   | ▬0      |

### Česká národní rada
| Volby | Hlasy | Hlasy | Mandáty | Mandáty |
| Volby | Abs.  | %     | Abs.    | ±       |
| ----- | ----- | ----- | ------- | ------- |
| 1992  | 9 797 | 0.15  | 0/200   | ▬0      |

### Volby do zastupitelstva Prahy
| Volby | Hlasy   | Hlasy | Mandáty | Mandáty |
| Volby | Abs.    | %     | Abs.    | ±       |
| ----- | ------- | ----- | ------- | ------- |
| 1990  | 194 691 | 0.24  | 0/76    | ▬0      |